# بانک پینگ آن
بانک پینگ آن (انگلیسی: Ping An Bank) شرکت خدمات مالی و بانکداری چینی است، که در سال ۱۹۹۵ توسط یوان گنگ تأسیس شد.